# Граф де Прадес

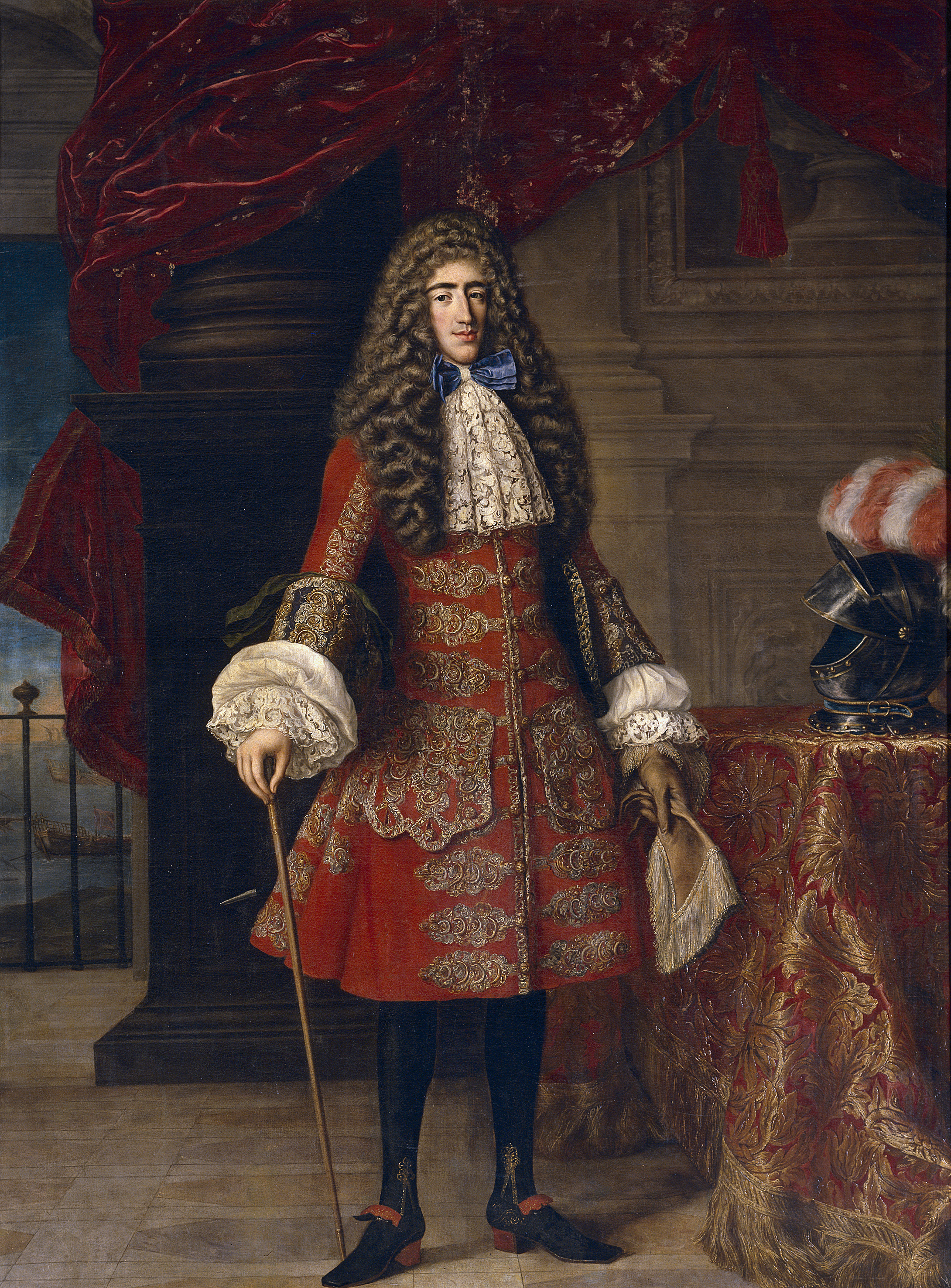
Луис Франсиско де ла Серда и Арагон (1660—1711), 9-й герцог де Мединасели, 16-й граф де Прадес

Граф де лас Монтаньяс де Прадес, граф де Прадес — испанский дворянский титул. Он был создан в 1324 году королем Арагона Хайме II для своего младшего сына Рамона-Беренгера (1308—1364).
В состав графства Прадес входили Альтафалья, Эль-Масроч, Фальсет, Мора-де-Эбро, Мора-ла-Нова, Марса, Пратдип, Эльс-Гиаметс, Тивиса, Вандельос, Гарсия и баронство де Энтенса.

## Список графов де Прадес

### Арагонская династия
- 1324—1341: Рамон Беренгер де Арагон и Анжу (1308—1364), 1-й граф де Прадес, пятый сын короля Арагона Хайме II и Бланки Неаполитанской. Поменялся со своим братом Педро, передав ему графство Прадес, а взамен получил от него графство Ампурьяс.
- 1341—1358: Педро де Арагон и Анжу (1305—1380), 2-й граф де Прадес, старший брат предыдущего.
- 1358—1414: Хуан де Арагон и Фуа (1335—1414), 3-й граф де Прадес, сын предыдущего
- 1414—1441: Хуана де Арагон и Кабрера (? — 1441), 4-я графиня де Прадес, племянница предыдущего, дочь Педро де Прадеса (1352—1395) и Хуаны де Кабреры.

### Династия Кардона
- 1441—1486: Хуан Рамон Фольк III де Кардона (1418—1486), 5-й граф де Прадес, сын предыдущей и Хуана Рамона Фолька де Кардоны, графа де Кардоны (1400—1471)
- 1486—1513: Хуан Рамон Фольк IV де Кардона (1446—1513), 6-й граф де Прадес, сын предыдущего
- 1513—1543: Фернандо Фольк де Кардона и Энрикес (1469—1543), 7-й граф де Прадес, сын предыдущего
- 1543—1564: Хуана Фольк III де Кардона (1500—1564), 8-я графиня де Прадес, дочь предыдущего.

### Арагонская династия
- 1564—1572: Франсиско де Арагон и Фольк де Кардона (1539—1575), 9-й граф де Прадес, четвертый сын предыдущей и Альфонсо де Арагона и Португаля, 2-го герцога де Сегорбе (1489—1563)
- 1572—1608: Хуана де Арагон и Фольк де Кардона (1542—1608), 10-я графиня де Прадес, младшая сестра предыдущего.

### Династия Фернандес де Кордова
- 1608—1640: Энрике де Арагон Фольк де Кардона и Кордова (1588—1640), 11-й граф де Прадес, сын Луиса Рамона де Арагона Фолька де Кардоны и Кордовы, графа де Прадес, и Анны Энрикес де Кабрера и Мендоса, внук Хуаны де Арагон и Фольк де Кардоны, графини де Прадес
- 1640—1670: Луис Фернандес де Кардона и Кордова (1608—1670), 12-й граф де Прадес, старший сын предыдущего
- 1670—1670: Хоакин Фернандес де Кардона и Кордова (1667—1670), 13-й граф де Прадес, младший сын предыдущего
- 1670—1690: Педро Антонио Рамон Фольк де Кордона (1611—1690), 14-й граф де Прадес, дядя предыдущего
- 1690—1697: Каталина Фернандес де Кардона и Кордова (1635—1697), 15-я графиня де Прадес, племянница предыдущего, дочь Луиса Рамона Фернандесе де Кардоны и Кордовы.

### Династия де ла Серда
- 1697—1711: Луис Франсиско де ла Серда и Арагон (1660—1711), 16-й граф де Прадес, сын предыдущей и Хуана Франсиско де ла Серды, 8-го герцога де Мединасели (1637—1691).

### Династия Фернандес де Кордова
- 1711—1739: Николас Фернандес де Кордова и де ла Серда (1682—1739), 17-й граф де Прадес, племянник предыдущего, второй сын Луиса Маурисио Фернандеса де Кордовы и Фигероа, 7-го маркиза де Прьего и 7-го герцога де Ферия (1650—1690)
- 1739—1768: Луис Антонио Фернандес де Кордова и Спинола (1704—1768), 18-й граф де Прадес, старший сын предыдущего
- 1768—1786: Педро де Алькантара Фернандес де Кордова и Монкада (1730—1789), 19-й граф де Прадес, сын предыдущего
- 1786—1806: Луис Мария Фернандес де Кордова и Гонзага (1749—1806), 20-й граф де Прадес, сын предыдущего
- 1806—1840: Луис Хоакин Фернандес де Кордова и Бенавидес (1780—1840), 21-й граф де Прадес, старший сын предыдущего
- 1840—1873: Луис Томас Фернандес де Кордова и Понсе де Леон (1813—1873), 22-й граф де Прадес, сын предыдущего
- 1873—1879: Луис Мария Фернандес де Кордова и Перес де Баррадас (1851—1879), 23-й граф де Прадес, старший сын предыдущего
- 1880—1956: Луис Хесус Фернандес де Кордова и Салаберт (1880—1956), 24-й граф де Прадес, единственный сын предыдущего
- 1956—2013: Виктория Евгения Фернандес де Кордова и Фернандес де Энестроса (1917—2013), 25-я графиня де Прадес, старшая дочь предыдущего
- 2018 — н.в.: Виктория Елизавета де Гогенлоэ-Лангенбург и Шмидт-Полекс (род. 1997), 26-я графиня де Прадес, дочь принца Марко Гогенлоэ-Лангенбурга, 19-го герцога де Мединасели (1962—2016), и Сандры Шмидт-Полекс (род. 1968), внучка принца Макса фон Гогенлоэ-Лангенбурга (1931—1994), и Анны Луизы де Медина и Фернандес де Кордовы, 13-й маркизы де Наваэрмоса и 9-й графини де Офалия (1940—2012), единственной дочери Виктории Евгении Фернандес де Кордовы, 18-й герцогини де Мединасели (1917—2013).